# Formel BMW ADAC 2005
Formel BMW ADAC 2005 kördes över 20 heat och var en hård kamp mellan Nico Hülkenberg och Sébastien Buemi, i vilken Hülkenberg avgick med segern.

## Delsegrare
| Bana         | Vinnare         | Vinnare             |
| ------------ | --------------- | ------------------- |
| Hockenheim   | Nico Hülkenberg | Nico Hülkenberg     |
| Lausitzring  | Sébastien Buemi | Nico Hülkenberg     |
| Spa          | Sébastien Buemi | Chris van der Drift |
| Nürburgring  | Nico Hülkenberg | João Urbano         |
| Brno         | João Urbano     | Sébastien Buemi     |
| Oschersleben | Nico Hülkenberg | Sébastien Buemi     |
| Norisring    | Mika Mäki       | Nico Hülkenberg     |
| Nürburgring  | Sébastien Buemi | Sébastien Buemi     |
| Zandvoort    | Nico Hülkenberg | Sébastien Buemi     |
| Hockenheim   | Markus Niemelä  | Nico Hülkenberg     |

## Slutställning
| Plats | Förare              | Poäng |
| ----- | ------------------- | ----- |
| 1     | Nico Hülkenberg     | 287   |
| 2     | Sébastien Buemi     | 282   |
| 3     | João Urbano         | 155   |
| 4     | Chris van der Drift | 149   |
| 5     | Nick de Bruijn      | 109   |
| 6     | Natacha Gachnang    | 90    |
| 7     | Markus Niemelä      | 85    |
| 8     | Martin Ragginger    | 78    |
| 9     | Tim Sandtler        | 74    |
| 10    | Jonathan Summerton  | 51    |